# Rails (bande dessinée)
Pour les articles homonymes, voir Rails.
 (janvier 2020).
Si vous disposez d'ouvrages ou d'articles de référence ou si vous connaissez des sites web de qualité traitant du thème abordé ici, merci de compléter l'article en donnant les références utiles à sa vérifiabilité et en les liant à la section « Notes et références ».
Rails est une série de bande dessinée française de science-fiction écrite par David Chauvel et dessinée par Fred Simon, publiée par Delcourt entre 1992 et 1995 et plusieurs fois rééditée.
Cette série qui se déroule aux États-Unis met en scène Pearce, un policier métis chargé d'infiltrer un gang de pirates ferroviaires noirs qui lutte contre le Parti patriote chrétien (PCC), un parti suprématiste blanc dirigé par Davis, son supérieur hiérarchiques.

## Albums
- Rails, Delcourt, coll. « Neopolis » :
  1. Jaguars, 1992  (ISBN 2840550016).
  2. La Garde blanche, 1993  (ISBN 2840550164).
  3. Chute du lion, 1994  (ISBN 2840550385).
  4. Face à face, 1995  (ISBN 284055075X).
- Rails : Édition intégrale, Delcourt, coll. « Encrages », 1997  (ISBN 2840551594). Intégrale noir et blanc petit format[1],[2].
- Rails : Édition intégrale, Delcourt, coll. « Neopolis », 2003  (ISBN 2847891986). Intégrale couleur format standard.
- Rails : Édition intégrale, Delcourt, coll. « Long Métrage », 2019  (ISBN 9782413011354). Intégrale couleur format standard avec jaquette.